# Eveline von Maydell

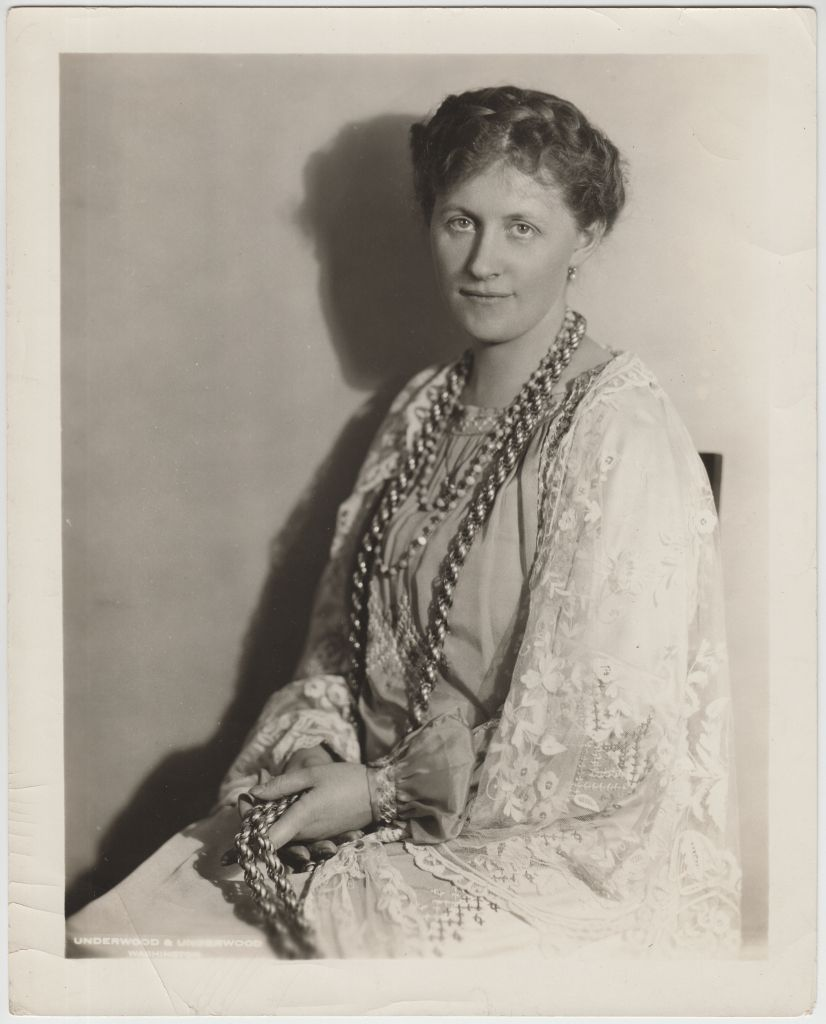
Eveline von Maydell

Eveline Adelheid Freifrau von Maydell (geb. Frank; * 18. Mai 1890 in Teheran; † 24. Dezember 1962 in Sintra) war eine deutsche Silhouetten-Künstlerin.

## Leben
Eveline Frank war eine Tochter des Orientalisten und Diplomaten Hermann Frank (1852–1916) und seiner deutschbaltischen Ehefrau Auguste, geb. von Brandt, aus Kailes bei Pernau (estnisch Kaelase, Landgemeinde Halinga). Sie wurde in Teheran geboren, weil ihr Vater zu der Zeit als Dragoman an der Gesandtschaft des Deutschen Reiches am persischen Hof tätig war; später lebte die Familie in Beirut und Konstantinopel. 1900 zog die Familie nach Pernau. Das Haus mit der orientalischen Sammlung Franks wurde im Ersten Weltkrieg zerstört. Von 1908 bis 1912 war Eveline Schülerin der Kunstschulen in Riga, hier bei Gerhard von Rosen, und Sankt Petersburg, hier bei Iwan Jakowlewitsch Bilibin. Danach war sie an der Kunstakademie Düsseldorf Schülerin von Willy Spatz.

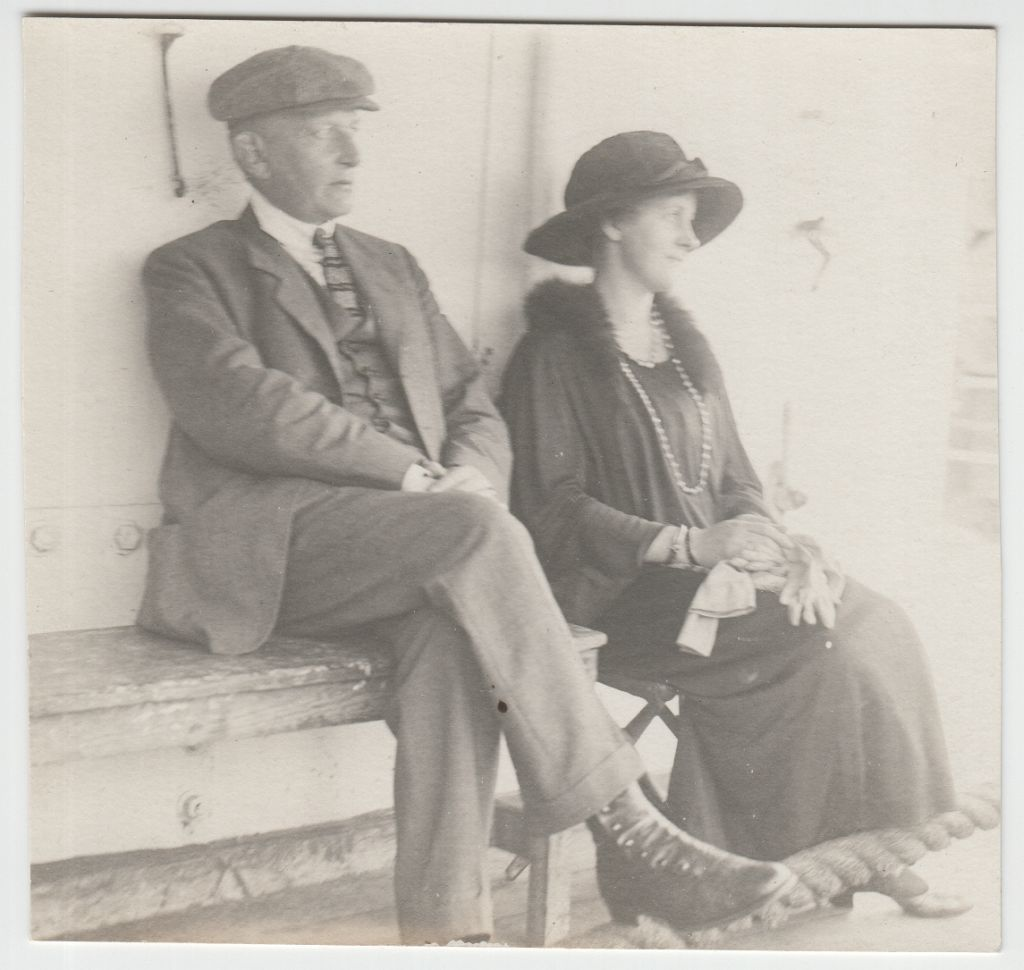
Guido von Maydell mit seiner Frau 1923 bei Ankunft in den USA

1914 heiratete sie den deutschbaltischen Entomologen Guido Nikolai Georg von Maydell (1876–1934), einen Enkel von Friedrich Ludwig von Maydell. Das Paar lebte zunächst in Olkusz in Russisch-Polen, wo von Maydell als Gutsverwalter einer Fabrik tätig war. Olkusz wurde gleich zu Kriegsbeginn 1914 von österreich-ungarischen Truppen und Anfang September 1914 von Deutschen besetzt und war im Herbst 1914 Schauplatz schwerer Kämpfe. 1916 lebte das Paar in einer Wohnung in Zawiercie im österreich-ungarisch verwalteten Generalgouvernement Lublin. 1918 ließen sie sich auf dem Gut der Familie Frank in Wikoline im schlesischen Landkreis Guhrau nieder und zogen später in ein Landhaus in Schreiberhau. In dieser Zeit entstanden Porträt-Scherenschnitte von Wilhelm Furtwängler, Thomas Mann und Gerhart Hauptmann. Ihr Mann schloss sich 1919 der Baltischen Landeswehr an und nahm an den brutalen Kämpfen in Lettland teil.

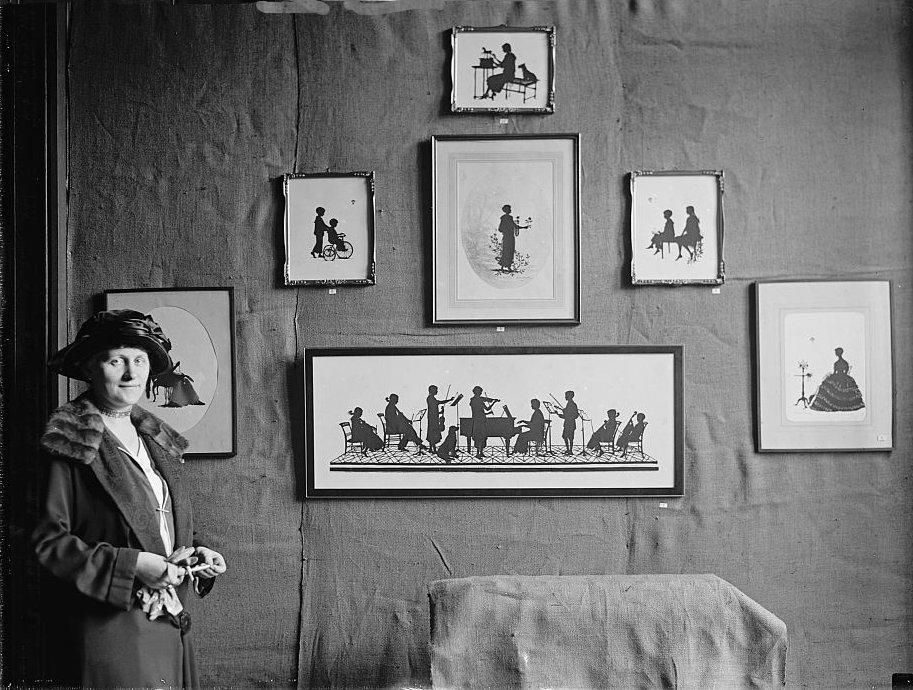
Eveline von Maydell vor ihren Werken 1925 in der Corcoran Gallery of Art

Infolge von wirtschaftlichen Schwierigkeiten und der unsicheren politischen Lage in den grenznahen Gebieten Schlesiens ging Eveline von Maydell im November 1922, zunächst allein, in die USA und verlegte ihren Tätigkeitsschwerpunkt nach New York. Hier wurde sie schnell erfolgreich, vor allem mit Porträtsilhouetten. So konnte ihr Mann nachkommen und fand eine Anstellung am American Museum of Natural History. Das Paar erwarb ein Grundstück in Wilton (Connecticut) und errichtete dort ein Haus. An bedeutenden Bildnissilhouetten schuf sie solche von US-Präsident Calvin Coolidge. Ihre Werke wurden wiederholt in der Corcoran Gallery of Art in Washington D.C. ausgestellt.
Nach Guido von Maydells Tod 1934 kehrte sie 1935 vorübergehend nach Estland zurück, um die Erbschaftsangelegenheiten zu regeln und seine Urne im Tallinner Dom beisetzen zu lassen. Eine Ausstellung in Tallinn zeigte erstmals ihre Werke in Estland. Sie entschloss sich, in Estland zu bleiben und ließ die in Schreiberhau untergestellten Möbel, Bücher und eigene Werke 1939 nach Tallinn bringen. Dann jedoch kam der Zweite Weltkrieg. Inzwischen (seit 1934) US-Staatsbürgerin, verließ sie Estland kurz vor der sowjetischen Besetzung bei der Evakuierung der US-Staatsbürger im August 1940 und kam über den Eismeerhafen Petsamo, Finnland (heute Petschenga, Russland) mit der USS American Legion (APA-17) wieder nach New York.
Ca. tausend Scherenschnitte, Familienpapiere, Fotos, Möbel und ihre Bibliothek ließ sie als Depositum im Estnischen Kunstmuseum zurück. Von dort gelangten die Scherenschnitte, Dokumente und Fotos 1946 in das Estnische Staatsarchiv.
Sie schuf weiterhin Scherenschnitte, wenn auch die Nachfrage und ihr Erfolg nicht mehr die gleichen waren wie in der Zwischenkriegszeit, und gestaltete damit unter anderem Programmhefte der Metropolitan Opera. 1942 wurde sie in Milwaukee ausgestellt. Anfang der 1950er Jahre verkaufte sie ihr Haus in Wilton und zog nach Portugal. Nach einer erfolgreich Verkaufsausstellung ihrer Werke konnte sie sich in einem alten Palácio in Sintra eine Wohnung mit Atelier einrichten. Ihre letzten Lebensjahre waren durch Krankheit gekennzeichnet.
Weitere Nachlassteile kamen nach ihrem Tod nach Süddeutschland sowie an die Carl-Schirren-Gesellschaft.
2014 veranstalten das Estnische Staatsarchiv und das Estnische Kunstmuseum eine Ausstellung zu Leben (Ausstellungsraum im Staatsarchiv) und Werk (im Schloss Kadriorg).
Sie fertigte unter anderem die Silhouetten von Mrs. W. K. DuPont (Ethel Fleet Hallock DuPont die Frau von William Kemble DuPont), Princess Miguel Braganza with Her Children (Kinder von Michael von Braganza und dessen Frau), Mrs. Calvin Coolidce (Grace Coolidge), Mr. and Mrs. Robert Coleman Taylor (Lillian Marie [geborene Gary] und Robert Coleman Taylor), Mr. Winder W. Laird’s Family Group (die Familie von William Winder Laird), Mrs. Theodore Roosevelt (Edith Roosevelt), Mr. John Nicholas Brown, with his dog Monkey oder Mrs. Harold Brown, with her Bust of Mme. Recamier (1923).